# Рогач

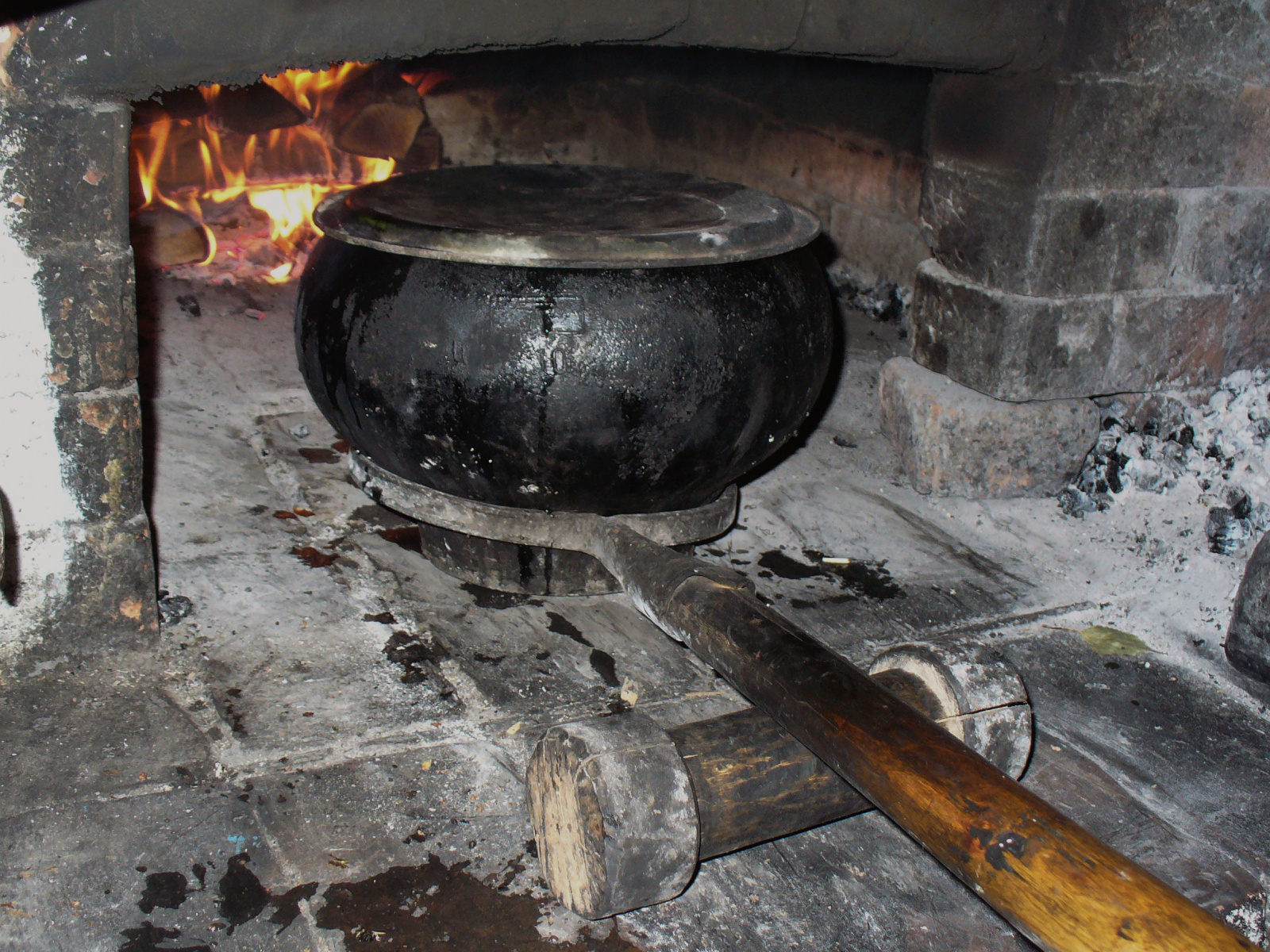
Використання рогача у руській печі

Рога́ч, діал. ви́лка, вилки́ (біл. вілачнік, рос. ухват, рогач, пол. uchwyt do garnków) — предмет традиційного хатнього начиння, яким беруть і ставлять у піч або виймають з неї горщики, чавуни, каструлі.

## Опис
Складається з металевого півкільця з двома металевими закругленими кінцями, до якого кріпиться дерев'яний держак — рогачи́лно. Рогачі на довгих рогачилнах використовували для приготування їжі в печах. Нижня частина горщика або чавуна є вузькою біля денця і дедалі розширюється догори — це уможливлює насаджувати його на рогач, міцно утримуючи кінцями. Зазвичай у господарстві було кілька рогачів різних розмірів — кожному горщикові відповідав «свій» рогач.
Рогач з коротким держаком досі уживається для приготування страв у горщиках у духовій шафі газової плити.
Рогач міг також слугувати імпровізованою зброєю. Існували навіть спеціальні бойові рогачі.

## У культурі

### Приказки
- Нагодують калачем, та і в спину рогачем[6]

### Загадки
- Батрак Роман ухватив рогами одуван
- Рогатий, та не віл, їсть, а не ситий, людям подає, а сам у куток іде
- Сів пан на коня та поїхав до вогня

## Галерея

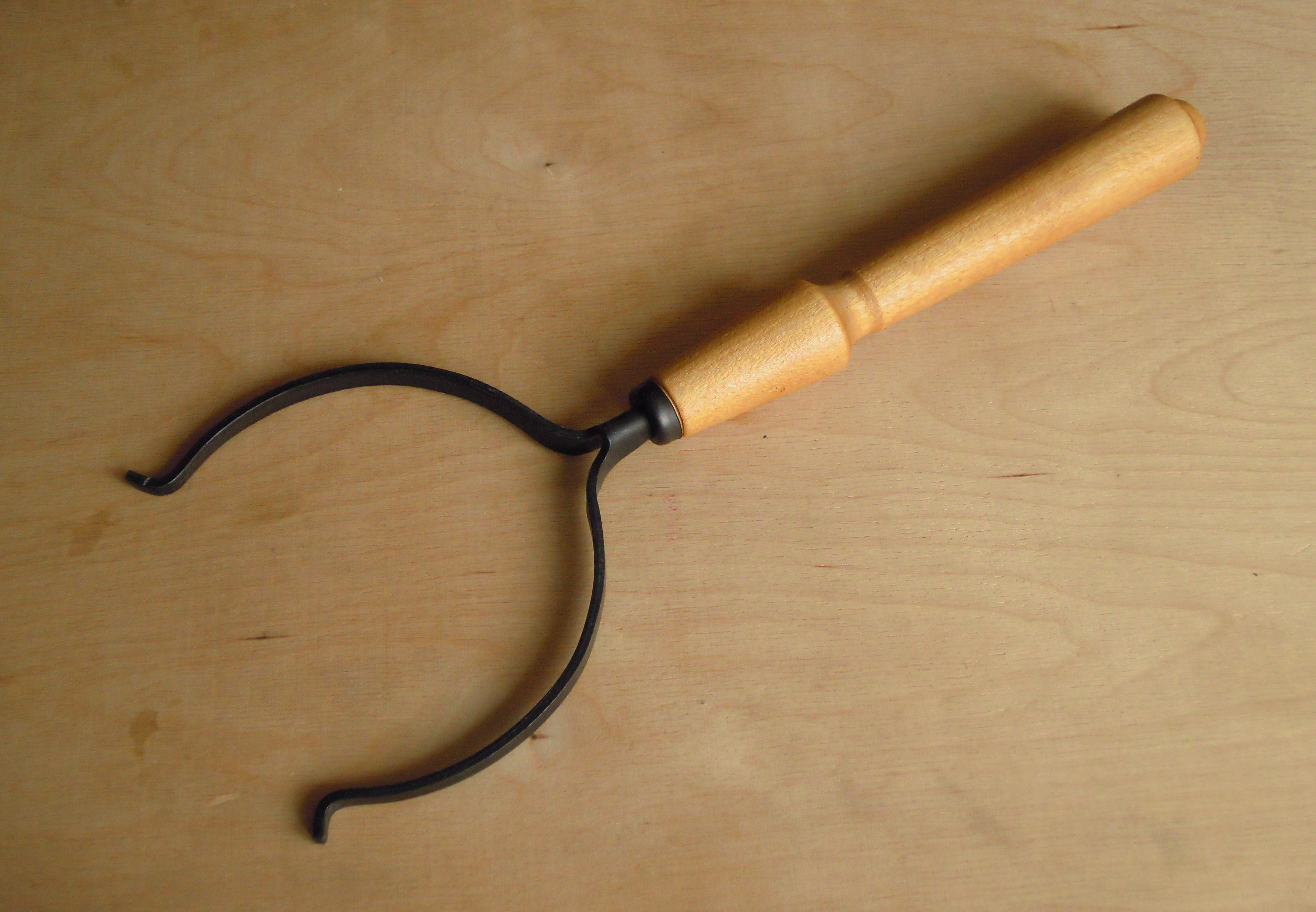
Рогач для духової шафи
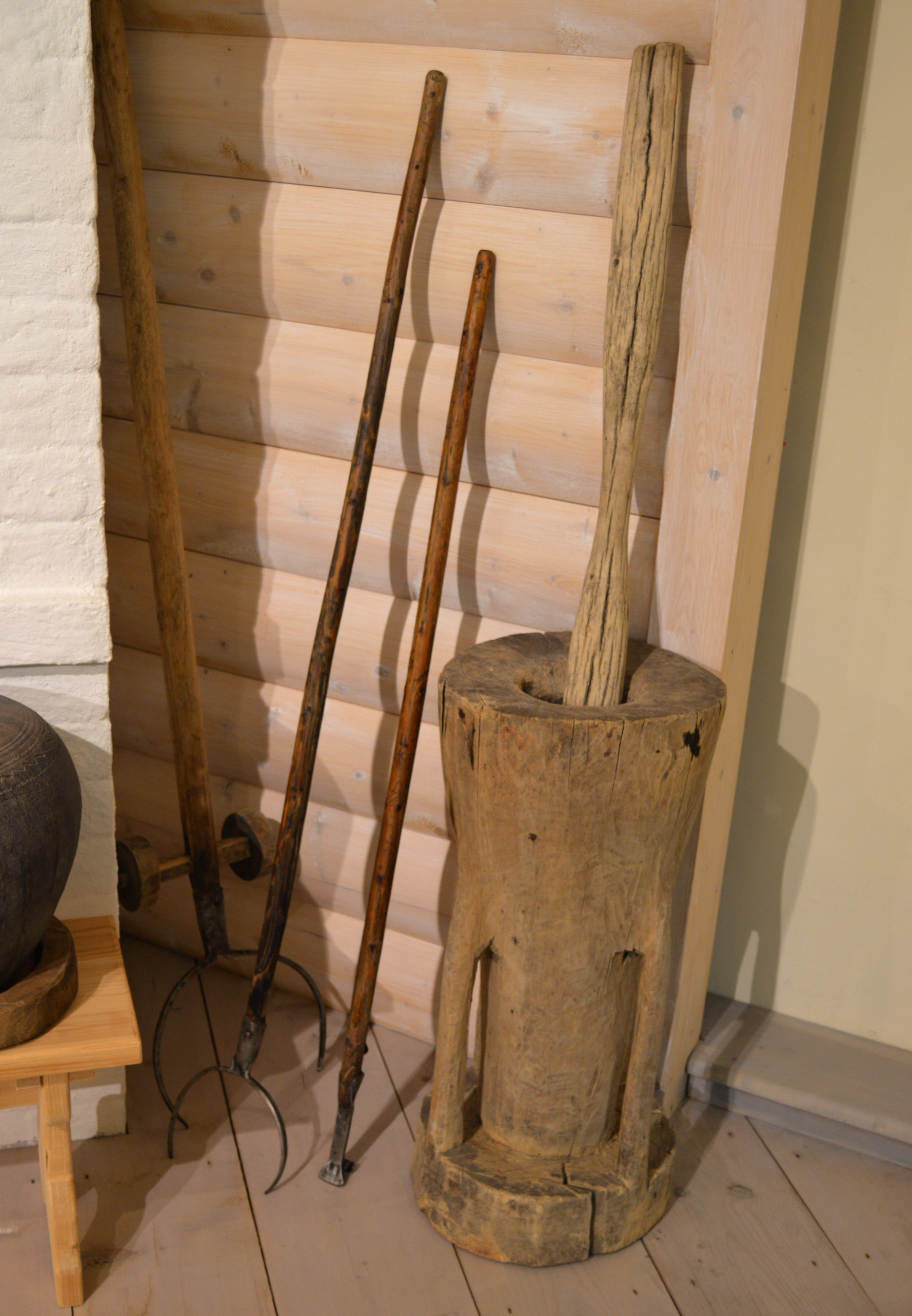
Рогачі, чаплія та ступа з товкачем. Сергієво-Посадський музей, Росія.
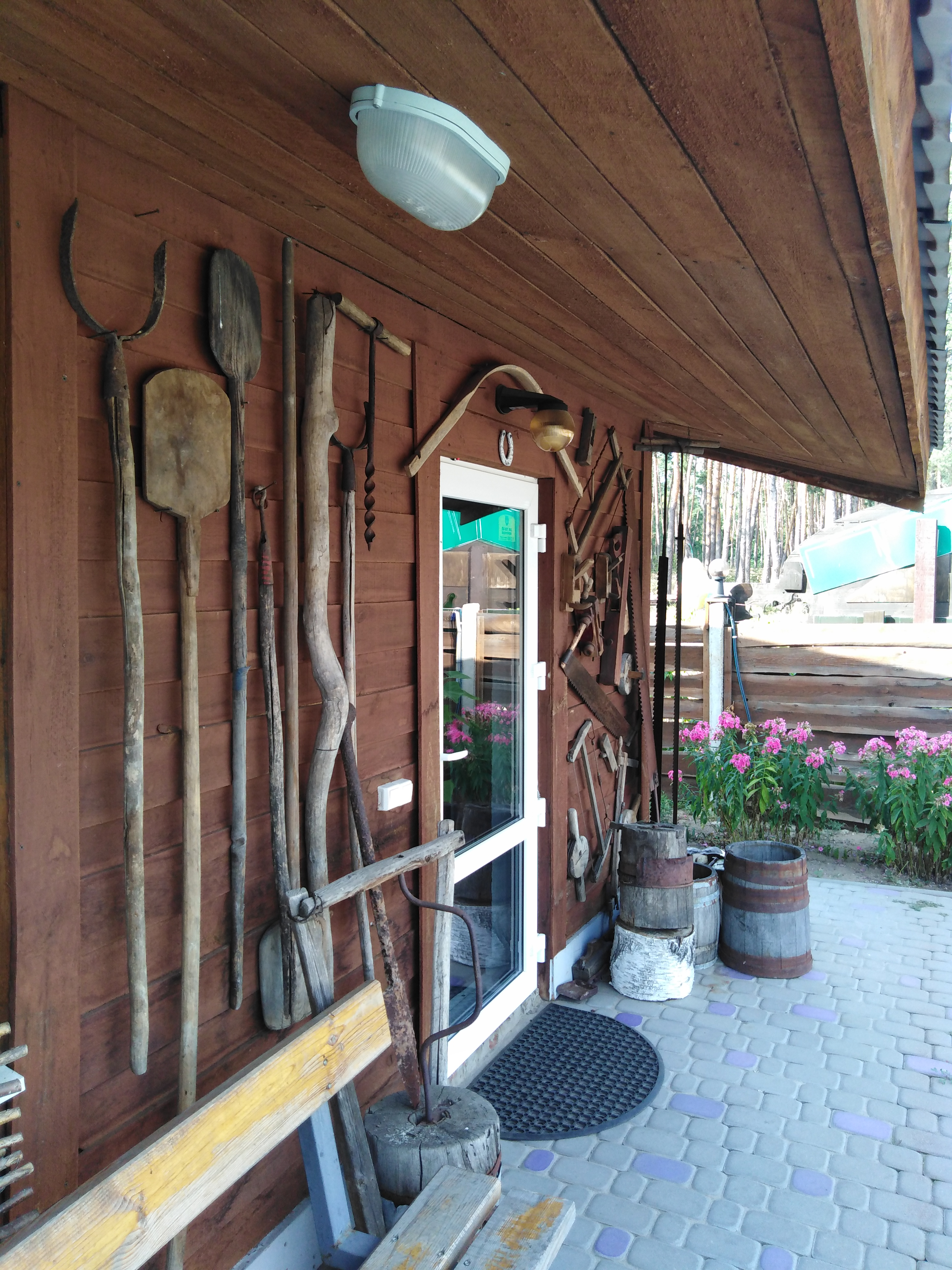
Рогач та інший господарчий інвентар. Регіональний етнографічний музей. Село Артюхівка, Харківська область